# Goldie

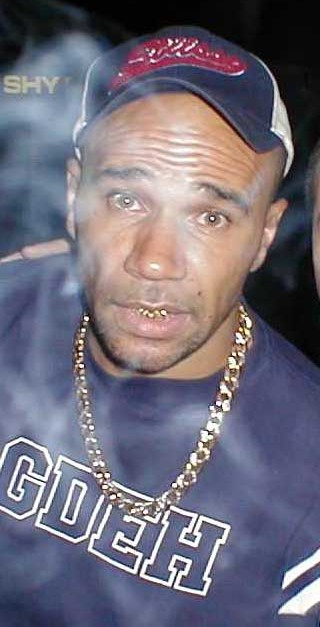
Goldie (2003)

Clifford Joseph Price MBE (* 19. September 1965 in Wolverhampton, England), besser bekannt als Goldie, ist ein britischer DJ und Musikproduzent. Er produziert bevorzugt elektronische Musik, die in die Genres Jungle und Drum and Bass einzuordnen ist.

## Leben
Goldie machte sich in den 1980er Jahren als Graffiti-Künstler einen Namen. Seine erste bekannte Platte Terminator erschien 1993. 1994 erschien die Single Inner City Life, für die Diane Charlemagne den Gesang beisteuerte. Im gleichen Jahr gründete er mit Kemistry & Storm das Plattenlabel Metalheadz. Sein kommerziell erfolgreichstes Album war Timeless, das 1995 Platz 7 der britischen Charts erreichte.
Er führte bis 1996 mit Björk eine Beziehung und war bis 2005 mit Sonjia Ashby verheiratet. Price hat fünf Kinder. Sein Spitzname geht auf seine goldenen Dreadlocks zurück, die er in den 1980er Jahren trug.
Vereinzelt trat Price auch als Schauspieler in Erscheinung, z. B. 1999 in einer Nebenrolle als Bull im James-Bond-Film James Bond 007 – Die Welt ist nicht genug oder als Lincoln in Snatch – Schweine und Diamanten von Guy Ritchie.

## Diskografie

### Studioalben
| Jahr | Titel           | Höchstplatzierung, Gesamtwochen, AuszeichnungChartplatzierungen (Jahr, Titel, Platzierungen, Wochen, Auszeichnungen, Anmerkungen) | Höchstplatzierung, Gesamtwochen, AuszeichnungChartplatzierungen (Jahr, Titel, Platzierungen, Wochen, Auszeichnungen, Anmerkungen) | Höchstplatzierung, Gesamtwochen, AuszeichnungChartplatzierungen (Jahr, Titel, Platzierungen, Wochen, Auszeichnungen, Anmerkungen) | Höchstplatzierung, Gesamtwochen, AuszeichnungChartplatzierungen (Jahr, Titel, Platzierungen, Wochen, Auszeichnungen, Anmerkungen) | Höchstplatzierung, Gesamtwochen, AuszeichnungChartplatzierungen (Jahr, Titel, Platzierungen, Wochen, Auszeichnungen, Anmerkungen) | Anmerkungen                         |
| Jahr | Titel           | DE | AT | CH | UK | US | Anmerkungen                         |
| ---- | --------------- | --- | --- | --- | --- | --- | ----------------------------------- |
| 1995 | Timeless        | — | — | — | UK7 Gold · (17 Wo.)UK | — | Erstveröffentlichung: August 1995   |
| 1998 | Saturnz Return  | DE43 (2 Wo.)DE | AT35 (3 Wo.)AT | CH38 (3 Wo.)CH | UK15 (4 Wo.)UK | US178 (1 Wo.)US | Erstveröffentlichung: Januar 1998   |
| 2017 | The Journey Man | — | — | — | UK43 (1 Wo.)UK | — | Erstveröffentlichung: 16. Juni 2017 |

Weitere Alben
- 1998: Ring of Saturn
- 2007: Malice in Wonderland
- 2008: Sine Tempus: The Soundtrack
- 2009: Memoirs of an Afterlife
- 2017: The Journey Man

### Mixtapes
| Jahr | Titel                           | Anmerkungen                            |
| ---- | ------------------------------- | -------------------------------------- |
| 1999 | INCredible Sound of Drum’n’Bass | Erstveröffentlichung: 3. Mai 1999      |
| 2001 | Goldie.co.uk                    | Erstveröffentlichung: 23. Oktober 2001 |
| 2004 | MDZ.04                          | Erstveröffentlichung: 7. Juni 2004     |
| 2006 | Drum & Bass Arena: The Classics | Erstveröffentlichung: 17. Januar 2006  |
| 2008 | Watch the Ride                  | Erstveröffentlichung: 2. Juni 2008     |
| 2011 | FabricLive.58                   | Erstveröffentlichung: 18. Juli 2011    |

### Singles
| Jahr | Titel Album                  | Höchstplatzierung, Gesamtwochen, AuszeichnungChartsChartplatzierungen (Jahr, Titel, Album, Platzierungen, Wochen, Auszeichnungen, Anmerkungen) | Anmerkungen                                          |
| Jahr | Titel Album                  | UK | Anmerkungen                                          |
| ---- | ---------------------------- | --- | ---------------------------------------------------- |
| 1994 | Inner City Life Timeless     | UK39 (4 Wo.)UK | Erstveröffentlichung: November 1994 feat. Metalheadz |
| 1995 | Angel Timeless               | UK41 (3 Wo.)UK | Erstveröffentlichung: August 1995                    |
| 1997 | The Shadow                   | UK82 (1 Wo.)UK | Erstveröffentlichung: Mai 1997 feat. Dom & Rob       |
| 1997 | Digital Saturnz Return       | UK13 (5 Wo.)UK | Erstveröffentlichung: Oktober 1997 feat. KRS-One     |
| 1998 | Temper Temper Saturnz Return | UK13 (4 Wo.)UK | Erstveröffentlichung: Januar 1998                    |
| 1998 | Believe Saturnz Return       | UK36 (2 Wo.)UK | Erstveröffentlichung: April 1998                     |
| 2004 | Angel III / Sinister         | UK82 (1 Wo.)UK | Erstveröffentlichung: März 2004                      |